# Germarostes madeiranus
Germarostes madeiranus är en skalbaggsart som beskrevs av Renaud Maurice Adrien Paulian 1982. Germarostes madeiranus ingår i släktet Germarostes och familjen Hybosoridae. Inga underarter finns listade i Catalogue of Life.